# Taphao Thong
Taphao Thong (47 Ursae Majoris b) is een exoplaneet van Chalawan in het sterrenbeeld Grote Beer. Hij is 45 lichtjaar van ons verwijderd. Hij is ontdekt op 17 januari 1996 door Geoffrey Marcy en R. Paul Butler.

## Karakteristieken
Hij is 2,1 AE van Chalawan verwijderd. De omlooptijd bedraagt 1.078 dagen. Hij was de eerste exoplaneet die ontdekt werd, zo ver van de ster. Hij heeft 2,53 keer de massa van Jupiter en 836,1 keer de massa van de Aarde. De gemiddelde oppervlaktetemperatuur wordt geschat op -83°C. Hij is ook een gasreus, zoals Jupiter, Saturnus, Uranus en Neptunus in het zonnestelsel.